# Roland Stauber

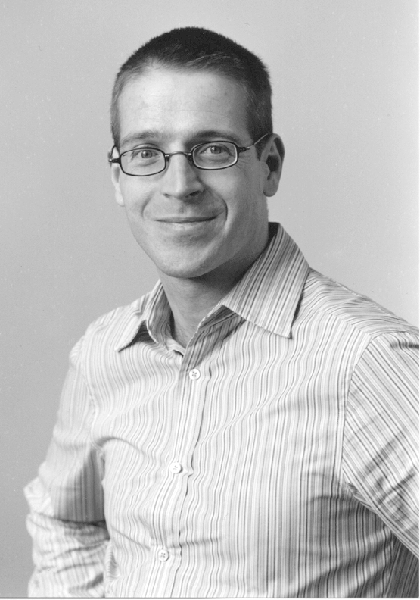
Roland H. Stauber

Roland H. Stauber (* 1963 in Cham/Oberpfalz) ist Biologe mit dem
Forschungsschwerpunkt translationale Krebsforschung. Er ist seit 2006 Professor für molekulare und zelluläre Onkologie an der Hals-Nasen-Ohren- und Poliklinik der Universitätsmedizin Mainz.

## Werdegang
Roland Stauber studierte Biologie an der Universität Würzburg und promovierte dort 1994. Anschließend forschte er im Rahmen eines Forschungsstipendiums am Frederick Cancer Research and Development Center in Frederick, Maryland, USA.
Von 1997 leitete Stauber am Institut für Klinische und Molekulare Virologie in Erlangen eine Arbeitsgruppe und erlangte dort 1999 die Lehrbefugnis im Fachbereich Medizin. Nach einem Aufenthalt am Chemotherapeutischen Forschungsinstitut Georg-Speyer-Haus in Frankfurt am Main wurde er 2006 als Molekular- und Tumorbiologe auf eine Stiftungsprofessur an die Johannes Gutenberg-Universität Mainz berufen.
Stauber arbeitet an der Identifizierung und Charakterisierung neuer Zielmoleküle für die Krebstherapie, z. B. bei Kopf-Hals-Tumoren, Brustkrebs, Ovarial- und Kolonkarzinomen.